# Gbedikpe Emmanuel Amouzou
Gbedikpe Emmanuel Amouzou (28 de janeiro de 1954) é um ex-ciclista togolês. Ele representou seu país durante os Jogos Olímpicos de Verão de 1972, na prova de corrida em estrada.